# 弗氏絨鬚石首魚
弗氏絨鬚石首魚為輻鰭魚綱鱸形目鱸亞目石首魚科的其中一種，分布西大西洋區，從大安地列斯群島至阿根廷海域，本魚身體銀色，背部灰色，獨特的斜暗條紋延伸至遠低於側線沿鱗棘背，背鰭硬棘11枚，背鰭軟條26-30枚，臀鰭硬棘2枚，臀鰭軟條7-9枚，體長可達60公分，棲息在沿岸沙泥底質海域，可做為食用魚。